# Pavlohrad
Pavlohrad (Oekraïens: Павлоград) is een stad in de Oekraïense oblast Dnjepropetrovsk.
In 2021 telde Pavlohrad 103.073 inwoners.
Bij Pavlohrad werd in 1779 een vesting gebouwd; in 1784 kreeg het stadsrechten.